# Macrodes glaucineta
Macrodes glaucineta là một loài bướm đêm trong họ Noctuidae.